# Condado de Bannock
O Condado de Bannock (em inglês:  Bannock County) é um dos 44 condados do estado americano do Idaho. A sede e maior cidade do condado é Pocatello. Foi fundado em 6 de março de 1893.
O condado possui uma área de 2 972 km², dos quais 2 880 km² estão cobertos por terra e 92 km² por água, uma população de 82 839 habitantes, e uma densidade populacional de 28,8 hab/km² (segundo o censo nacional de 2010). É o quinto condado mais populoso do Idaho.